# Viking Stadion
Viking Stadion je fotbalový stadion v norském Stavangeru, kde hraje svá domácí utkání místní klub Viking FK. Stadion byl otevřen v květnu 2004 , stál 160 milionů norských korun. Viking Stadion je považován za nejlepší v zemi a kromě fotbalových utkání již hostil i mnoho hudebních interpretů světového formátu. Vystoupili zde například Bryan Adams, Roger Waters či Plácido Domingo. Stadion byl v roce 2007 rozšířen na (v současnosti) 16 600 sedících diváků.